# Osvoboditev Pariza
Osvoboditev Pariza je bila bitka, ki je potekala med drugo svetovno vojno od 19. avgusta 1944 do predaje nemške vojske 25. avgusta 1944. Pariz je nacistična Nemčija okupirala in zasedla 14. junija 1940 med bitko za Francijo, 22. junija pa je po podpisu premirja pa je Pariz ostal v zasedenem delu območja.         
Osvoboditev mesta se je začela, ko so francoske notranje sile ob pristopu tretje ameriške armade, ki jo je vodil general George Patton, uprizorile vstajo proti nemškemu garnizionu. 24. avgust zvečer so člani 2. francoske oklepne divizije pod vodstvom generala Philippa Leclerca vstopili v Pariz in malo pred polnočjo prispeli v Hôtel de Ville. 25. avgusta zjutraj so 2. oklepna divizija in ameriška 4. pehotna divizija ter druge zavezniške enote vstopile v mesto. Dietrich von Choltitz, poveljnik nemške garnizije, se je popoldne tega dne predal Francozom, ter s tem umaknil svojo vojsko iz mesta in predal Pariz v roke zaveznikov. General Charles de Gaulle je v mesto prispel dan po osvoboditvi, da bi prevzel nadzor nad mestom kot vodja začasne vlade Francoske republike. 

## Ozadje
Ko je Nacistična Nemčija maja 1940 napadla Francijo, je francoska vlada izvajala svojo vlogo v Parizu. A ko je nemška vojska napredovala v notranjost države je med ogroženimi mesti postal tudi Pariz, zaradi česar se je francoska vlada 10. junija preselila v Tours, da bi se izognila zajetju. Dva dni pozneje je bil Pariz razglašen za svobodno mesto, zaradi česar se je francoska vojska umaknila iz mesta. Nemška vojska je v Pariz vstopila zgodaj zjutraj 14. junija in do popoldneva tega dne je v celoti zavzela Pariz. Po podpisu premirja 22. junija je Pariz ostal na okupiranem območju in je postal tudi glavni cilj za počitek in obisk nemške vojske. Mesto je postalo de facto upravno glavno mesto Vichyjske Francije, ki jo je vodil francoski maršal Philippe Pétain.

## Splošna stavka (15. avgust—19. avgust 1944)
15. avgusta 1944 je v Parizu stavkalo več delavcev iz železniške proge, katerim se je kmalu pridružila tudi policija. Vse to je tri dni pozneje povzročilo še večjo stavko med delavci. Veliko delavcev je bilo zato odpeljanih v nemška koncentracijska taborišča.
17. avgusta je Nemce začelo skrbeti, ko so ugotovili, da se zavezniške sile približujejo Parizu. Zaradi tega se je v mestu sestala nemška vojaška uprava. Ko jim je Choltitz povedal, da namerava upočasniti zaveznike kolikor je le mogoče, sta Taittinger in švedski delavec Raoul Nordling poskušala prepričati nemškega poveljnika Choltitza, da naj v primeru zavezniškega zavzetja ne uniči Pariza, v kolikor mu je to naročil Adolf Hitler.

## Bitka za osvoboditev

### Vstaja FFI (19. avgust—23. avgust)
Po vsej Franciji je prebivalstvo vedelo za napredovanje zaveznikov proti Parizu po koncu bitke za Normandijo.  
Ko so se 19. avgusta nadaljevali umiki nemške vojske proti vzhodu, so se kolone nemških vozil peljale po cestah Elizejskih poljan. Plakate, ki so državljane pozivali k oboroževanju, so člani FFI že prej nalepili na stene. Ti plakati so pozivali k splošni mobilizaciji Parižanov in so trdili, da se vojna nadaljuje; poklicali so pariško policijo, republikansko gardo, žandarmerijo, dodatno policijsko enoto, ki je nadomestila vojsko in domoljubne Francoze, ki so bili stari od 18 do 50 let. Drugi plakati so prebivalcem zagotavljali, da se bliža zmaga, in obljubljali kazni za izdajalce, torej ministre in vse ostale sodelavce Vichyjskega režima. Plakate je nalepil Pariški odbor osvoboditve v dogovoru z začasno vlado Francoske republike in po ukazu glavnega polkovnika Rola (Henria Rol-Tanguyja), poveljnika notranjih francoskih sil v okrožju Île de France.
19. avgusta zgodaj popoldne so se začeli prvi spopadi med francoskimi in nemškimi četami. V mestu so bili najeti tudi delavci Rdečega križa, da bi pomagali francoskim in nemškim ranjencem. Istega dne so Nemci v severovzhodnem predmestju Pantina razstrelili barko, polno streliva, in pri tem zažgali mline, ki so Parizu zagotavljali moko.
Ko so se 20. avgusta začele pojavljati barikade, so se borci odpora še bolj oborožili, da bi vzdrževali vojaško obrambo. Najeli so tovornjake, posekali so drevesa in v kanalih ob pločnikih izkopali jarke, da bi sprostili tlakovce za utrjevanje barikad. Te materiale so prevažali moški, ženske in otroci z lesenimi vozički. Tovornjaki z gorivom so bili napadeni in ujeti. Civilna vozila so bila odvzeta, pobarvana s kamuflažo in označena z oznako FFI. Odporniki so jih nato uporabljali za prevoz streliva. 
Spopadi so dosegli vrhunec 22. avgusta, ko so nekatere nemške enote poskušale zapustiti svoje vojaške položaje. 23. avgusta so Nemci ob 9:00 po Choltitzevem ukazu sprožili napad na Grand Palais, trdnjavo FFI, nemški tanki pa so streljali na barikade na ulicah. Adolf Hitler je pri tem ukazal, da naj povzročijo čim večjo škodo v mestu.
Ocenjuje se, da je bilo med bitko za Pariz ubitih od 800 do 1000 pripadnikov odpora, še 1500 pa jih je bilo ranjenih.

### Vstop zavezniške vojske (24. avgust—25. avgust)
24. avgusta so boji in slabo stanje cest povzročili zamudo prihoda generala Svobodne Francije Leclerca, poveljnika 2. francoske oklepne divizije, ki je bila opremljena z ameriškimi tanki M4 Sherman, polgusenicami in tovornjaki. Leclerce je poslal vojsko proti Parizu in pri tem napovedal, da bo cela divizija tja prispela naslednji dan. 9. francoska zavezniška vojska Régiment de marche du Tchad, ki je dobila vzdevek La Nueve, je sestavljalo 160 čet pod vodstvom francoskega poveljstva, od tega 146 španskih republikancev. Poveljeval jim je francoski poveljnik Raymond Dronne, ki je postal drugi zavezniški častnik, ki je vstopil v Pariz, takoj za generalom Amadujem Granellum.
Ob 21:22 uri 24. avgusta je 9. francoska zavezniška vojska vstopila v središče Pariza pri vhodu Porte d'Italie. Ob vstopu na trg mestne hiše so bili izstreljeni prvi naboji na večjo skupino nemških strelcev in mitraljezov. Parižani so pri tem odšli na ulico in zapeli himno "La Marseillaise". Poveljnik vojske Raymond Dronne je odšel v poveljniško središče do nemškega generala Dietricha von Choltitza, da bi od njega zahteval brezpogojno predajo.
4. ameriška pehotna divizija, ki ji je poveljeval Raymond Barton, je v zgodnjih urah 25. avgusta vstopila v Pariz, prav tako skozi vhod Porte d'Italie. Vodilni ameriški polki so zaščitili desni bok francoske 2. oklepne enote in se pri Place de la Bastille obrnili proti vzhodu ter odšli po ulici Daumesnil proti Bois de Vincennes. Popoldne je britanska vojaška enota 30 vstopila v mesto skozi Porte d'Orléans in nato preiskala stavbe za obveščevalne podatke, kasneje pa je zajela nekdanji štab admirala Karla Dönitza, Château de la Muette.
Medtem, ko so zavezniške enote čakale na končno nemško predajo, je 9. zavezniška vojska napadla poslansko zbornico v Hôtel Majestic in Place de la Concorde. Ob 15:30 25. avgusta se je nemška vojska v Parizu predala in zapustila mesto, v prestolnico pa so pri tem vstopile tudi druge francoske enote. 
Ob koncu bitke so odporniške skupine pripeljale zavezniške vojake in druge čete, ki so se skrivali v predmestju, kot je Montlhéry, v središču Pariza. Tu so bili priča koncu okupacije prestolnice, zmagoslavnemu prihodu generala Charlesa de Gaulla in obešanju francoske zastave na Eifflov stolp. 
2. oklepna divizija je utrpela 71 smrtnih žrtev in 225 poškodovancev. Izguba vojaške opreme pa je vključevala 35 tankov, šest samohodnih pušk in 111 vozil, kar je po mnenju zgodovinarja Jacquesa Mordala precej visoko razmerje izgub za oklepno divizijo.

### Nemška predaja (25. avgust)
Kljub temu, da je Adolf Hitler večkrat ukazal, da naj francosko prestolnico, v primeru padca v roke zaveznikov, spravijo v ruševine, kar naj bi dosegli z bombardiranjem in razstrelitvijo mestnih stavb in mostov, pa nemški general in poveljnik Choltitz 25. avgusta 1944 ni izpolnil tega ukaza in je Pariz mirno s spoštovanjem predal nazaj v roke Francozov. Nato so ga odpeljali v pariško policijsko stavbo, kjer je podpisal uradno predajo, nato pa je odšel na železniško postajo Gare Montparnasse, kjer je general Leclerc ustanovil svoje poveljniško mesto, da bi podpisal predajo nemških čet v Parizu. Nato se je nemška vojska umaknila iz mesta. S tem je bil Pariz 25. avgusta 1944, po več kot 4 letih nemške okupacije, osvobojen. 
Choltitz je v zaporu ostal vse do aprila 1947. V svojih spominih Brennt Paris?, ki je bil prvič objavljen leta 1950, je Choltitz sebe opisal kot rešitelja Pariza, čeprav nekateri zgodovinarji menijo, da je predajo storil bolj za to, ker je izgubil nadzor nad mestom in ni imel sredstev za bombardiranje, ki bi moglo biti najeto po Hitlerjevih ukazih. 

### De Gaullov govor (25. avgust)
25. avgusta, istega dne, ko so zavezniki osvobodili Pariz, je Charles de Gaulle, predsednik začasne vlade Francoske republike, odšel nazaj na sedež vojnega ministrstva na Rue Saint-Dominique. Iz apartmaja Hôtel de Ville je opravil vznemirljiv govor pred množico:
Zakaj želite, da naj skrivam čustvo, ki ga sedaj nosimo vsi mi, moški in ženske, ki smo tukaj, doma, v Parizu, ki se je vstal v osvoboditev in ki mu je to uspelo z lastnimi rokami?
Ne! Tega globokega in svetega čustva ne bomo skrivali. To so minute, ki presegajo vsako naše revno življenje. Pariz! Pariz ogorčen! Pariz zlomljen! Pariz mučen! Toda Pariz je osvobojen! Osvobojen sam, osvobojen od svojih ljudi s pomočjo francoskih vojakov, s podporo in pomočjo vse Francije, Francije, ki se bori, edine Francije, prave Francije, večne Francije!
Ker je sovražnik, ki je držal Pariz, kapituliral v naših rokah, se Francija vrača v Pariz, v svoj dom. Vrača se krvava, a precej odločna. Tja se ne vrača razsvetljena zaradi ogromne lekcije, vendar bolj kot kdaj koli prej prepričana o svojih dolžnostih in pravicah.
Najprej govorim o njenih dolžnostih, vse pa bom povzel s tem, da se za zdaj gre za vojne dolžnosti. Sovražnik se umika, ampak še ni premagan. Ostaja na naših tleh.
Niti ne bo dovolj, da smo ga s pomočjo naših dragih in občudovanja vrednih zaveznikov pregnali iz našega doma, da bi bili po tem, kar se je zgodilo, da smo zadovoljni. Hočemo vstopiti na njegovo ozemlje, kot se spodobi, kot zmagovalci. 
Zato je francoska avangarda vstopila v Pariz z gorečimi puškami. Zato se je velika francoska vojska iz Italije izkrcala na jugu in sedaj hitro napreduje po dolini Rone. Zato se bodo naše pogumne in drage sile notranjosti oborožile s sodobnim orožjem. Za to maščevanje in pravičnost se bomo borili do zadnjega dne, do dneva popolne zmage.

Ta vojna dolžnost, vsi ljudje, ki smo tukaj, in vsi tisti, ki nas slišijo v Franciji, vedo, da zahtevamo narodno enotnost. Nam, ki smo preživeli največje ure naše zgodovine, si nimamo drugega želeti, kot da se do konca pokažemo vredni Francije. Naj živi Francija!

### Zmagovalne parade (26. avgust—29. avgust)
Dan po de Gaullovem govoru je Leclercova francoska 2. oklepna divizija prispela na Elizejske poljane, skupaj z De Gaulleom. Po prihodu zaveznikov v mesto je velika množica Parižanov slovestno sprejela njihov prihod. Veselju ni bilo videti konca. Številni v množici so pri tem vzklikali "Živeli De Gaulle!" 

29. avgusta je 28. pehotna divizija ameriške vojske, ki se je prejšnjo noč zbrala v Bois de Boulogne, organizirala zmagovalno parado z 24 vrstami ameriških vojakov, ki so korakali od Avenue Hoche do Slavoloka in nato še na Elizejske poljane. Po končani paradi so vesele množice pozdravile Američane, ko se je celotna divizija, skupaj z možmi in bojnimi vozili, peljala skozi Pariz na poti do dodeljenih napadalnih položajev severovzhodno od osvobojene francoske prestolnice. 
- General De Gaulle med prihodom v osvobojeni Pariz, 26. avgusta 1944.
- Britanski vojak med poljubljanjem otroka pred množico v Parizu, 26. avgusta 1944.
- Ameriška 28. pehotna divizija na Elizejskih poljanah na paradi "Dneva zmage" 29. avgusta 1944.
- Ameriški vojaki gledajo francosko zastavo, ki vesi na Eifflovem stolpu.